# Раунд-Лейк (Міннесота)
Раунд-Лейк (англ. Round Lake) — місто (англ. city) в США, в окрузі Ноблс штату Міннесота. Населення — 377 осіб (2020).

## Географія
Раунд-Лейк розташований за координатами 43°32′14″ пн. ш. 95°28′19″ зх. д. / 43.53722° пн. ш. 95.47194° зх. д. (43.537198, -95.471926).  За даними Бюро перепису населення США в 2010 році місто мало площу 2,69 км², з яких 2,68 км² — суходіл та 0,01 км² — водойми.

## Демографія
Згідно з переписом 2010 року, у місті мешкало 376 осіб у 184 домогосподарствах у складі 110 родин. Густота населення становила 140 осіб/км².  Було 210 помешкань (78/км²).
Расовий склад населення:
| - 99,5 % — білих - 0,3 % — чорних або афроамериканців |

До двох чи більше рас належало 0,0 %. Частка іспаномовних становила 3,2 % від усіх жителів.
За віковим діапазоном населення розподілялося таким чином: 18,1 % — особи молодші 18 років, 63,8 % — особи у віці 18—64 років, 18,1 % — особи у віці 65 років та старші. Медіана віку мешканця становила 46,0 року. На 100 осіб жіночої статі у місті припадало 100,0 чоловіків;  на 100 жінок у віці від 18 років та старших — 100,0 чоловіків також старших 18 років.
Середній дохід на одне домашнє господарство  становив 48 482 долари США (медіана — 31 667), а середній дохід на одну сім'ю — 53 073 долари (медіана — 43 750). За межею бідності перебувало 17,8 % осіб, у тому числі 35,1 % дітей у віці до 18 років та 7,7 % осіб у віці 65 років та старших.
Цивільне працевлаштоване населення становило 183 особи. Основні галузі зайнятості: виробництво — 31,1 %, роздрібна торгівля — 13,1 %, мистецтво, розваги та відпочинок — 12,6 %.